# Gas combustible

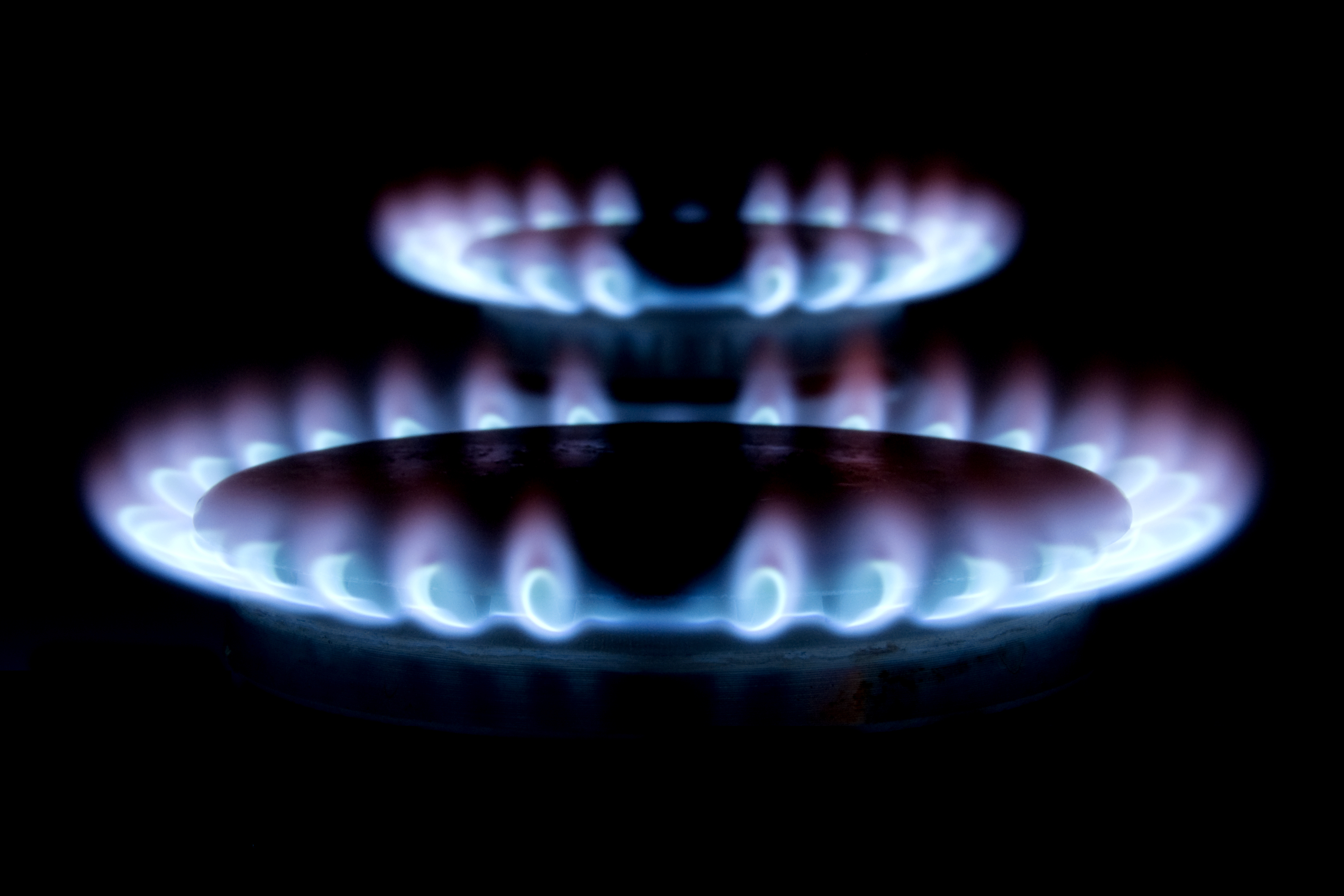
Hornalla a gas.

Un gas combustible es un gas que se utiliza como combustible para producir energía térmica mediante un proceso de combustión.
Algunos tipos de gas combustible son:
- Gas natural (cuyo mayor componente es el metano).
- Biogás (también con altas dosis de metano).
- Gases licuados del petróleo (GLP), como propano, butano y autogás. Se obtienen mayoritariamente en la destilación fraccionada del petróleo. Otra parte es obtenida al separarlos del gas natural.
- Hidrógeno. Se obtiene a partir de la electrólisis del agua invirtiendo energía eléctrica, o a partir de gas natural.[1] Es un vector energético y no una fuente de energía primaria. Puede llegar a ser utilizado en el futuro como gas combustible con una mejora de la tecnología.
- Gas de alumbrado o gas ciudad (H2 y CO), también conocido como gas de hulla.
- Gas de agua (H2 y CO).

## Fugas de gas
Los escapes de un gas inflamable fuera de la estructura que lo contiene son peligrosos, pues ese gas podría producir una grave deflagración al entrar en contacto con una llama.